# Блищанка
Блища́нка (укр. Блищанка) — село в Залещицкой городской общине Чортковского района Тернопольской области Украины.
До 2020 года входило в Залещицкий район.
Код КОАТУУ — 6122080701. Население по переписи 2001 года составляло 688 человек.

## Географическое положение

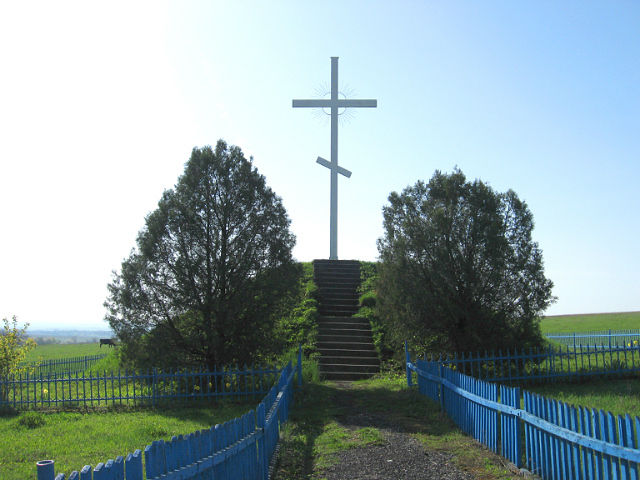
Братская могила в селе

Село Блищанка находится на берегу реки Волчков, которая через 3 км впадает в реку Серет.
На расстоянии в 1 км расположено село Ставки и в 2-х км — село Дуплиска.

## История
- 1530 год — дата основания.

## Объекты социальной сферы
- Школа I—II ст.

## Достопримечательности
- Братская могила советских воинов.